# Povia

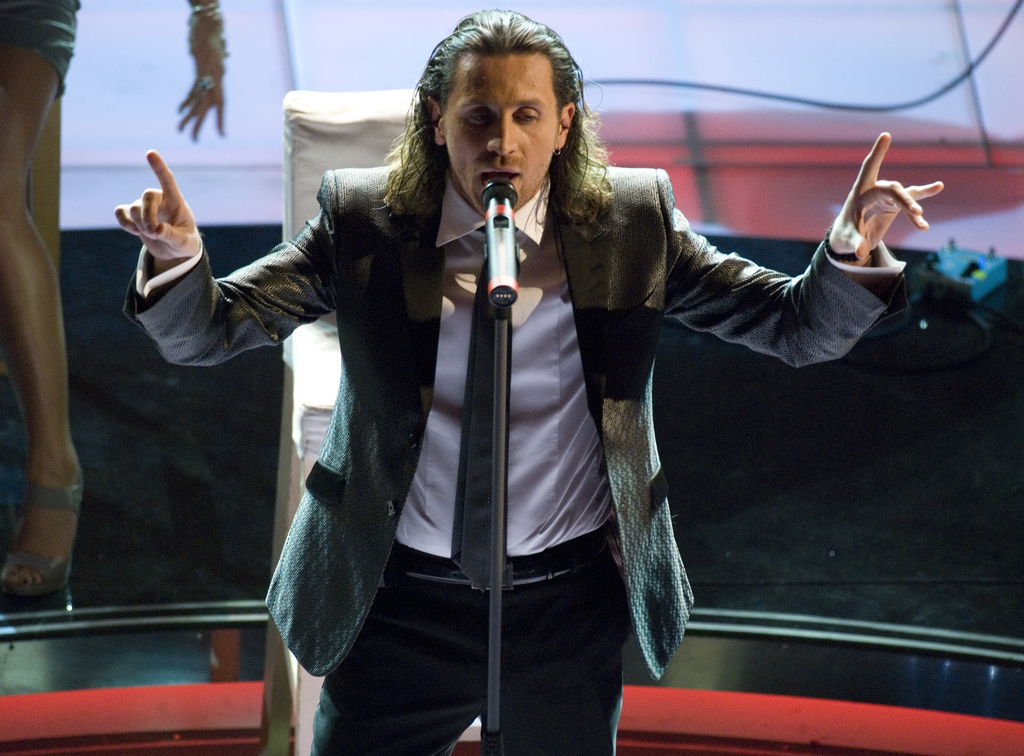
Giuseppe Povia

Giuseppe Povia (* 19. November 1972 in Mailand), Künstlername Povia, ist ein italienischer Cantautore (Liedermacher).

## Leben und Wirken
Mit 14 brachte Povia sich selbst das Gitarrespielen bei, später begann er mit dem Komponieren. 1999 nahm er an der Accademia di Sanremo teil, wo er den Songwriter Giancarlo Bigazzi und seinen späteren Manager Angelo Carrara kennenlernte. 2003 gewann er mit Mia sorella einen Liederwettbewerb der Stadt Recanati. Bei dieser Gelegenheit stellte er das Lied I bambini fanno “ooh…” vor. Dieses wollte er eigentlich beim Sanremo-Festival 2005 präsentieren, was durch die vorhergehende öffentliche Aufführung aber nicht mehr möglich war. Es fand allerdings Verwendung in einer Wohltätigkeitsinitiative zum Bau eines Krankenhauses in Darfur, weshalb Povia in Sanremo außer Konkurrenz auftreten konnte. Das Lied entwickelte sich zu einem Sommerhit und stand insgesamt 20 Wochen an der Spitze der italienischen Singlecharts. Es war auf Povias Debütalbum Evviva i pazzi… che hanno capito cos’è l’amore enthalten.
Am 2. Juli 2005 zählte Povia zu den teilnehmenden Künstlern des Live-8-Konzertes in Rom. Mit Vorrei avere il becco ging er schließlich beim Sanremo-Festival 2006 ins Rennen und gewann es. Im Anschluss erschien sein zweites Album I bambini fanno “ooh…” La storia continua…. Nach dem Album La storia continua… la tavola rotonda (2007) begann Povia eine Zusammenarbeit mit Francesco Baccini. Gemeinsam bewarben sie sich für das Sanremo-Festival 2008, wurden jedoch nicht zugelassen. Das gemeinsame Album trug den Titel Uniti. 
Schließlich kehrte Povia 2009 mit dem Lied Luca era gay („Luca war schwul“) zum Sanremo-Festival zurück und erreichte den zweiten Platz hinter Marco Carta. Die Ankündigung des Liedes führte zu heftigen Protesten, deren Wortführer Arcigay war. Das Lied erzählt die Geschichte eines Ex-Gay. Povia hatte gegenüber der Zeitschrift Panorama bereits im Juli 2005 erklärt: „Schwulsein ist nicht angeboren. Man wird es aufgrund seines Umgangs, aufgrund dessen, was man von klein auf lernt. […] Ich weiß, wovon ich rede. Ich hatte selber eine schwule Phase. […] Es war, als ich 18 Jahre alt war. Es dauerte sieben Monate, dann habe ich das überwunden. Auch zwei meiner Freunde konvertierten, die dachten, sie seien schwul, und jetzt sind sie verheiratet und haben Kinder.“
Nach Sanremo 2009 veröffentlichte Povia das Album Centravanti di mestiere im Vertrieb von Warner. Im selben Jahr erschien außerdem das Kinderalbum Non basta un sorriso. Beim Sanremo-Festival 2010 präsentierte Povia das Lied La verità, das Eluana Englaro gewidmet war. Im Anschluss veröffentlichte er das Album Scacco matto. In den folgenden Jahren erschienen unregelmäßig weitere Alben.

## Diskografie

### Alben
| Jahr | Titel                                          | Höchstplatzierung, Gesamtwochen, AuszeichnungChartplatzierungen (Jahr, Titel, Platzierungen, Wochen, Auszeichnungen, Anmerkungen) | Höchstplatzierung, Gesamtwochen, AuszeichnungChartplatzierungen (Jahr, Titel, Platzierungen, Wochen, Auszeichnungen, Anmerkungen) | Anmerkungen |
| Jahr | Titel                                          | IT | CH | Anmerkungen |
| ---- | ---------------------------------------------- | --- | --- | ----------- |
| 2005 | Evviva i pazzi… che hanno capito cos’è l’amore | IT8 (28 Wo.)IT | — | Target      |
| 2006 | I bambini fanno “ooh…” La storia continua…     | IT9 (17 Wo.)IT | CH84 (1 Wo.)CH | Target      |
| 2009 | Centravanti di mestiere                        | IT16 (10 Wo.)IT | — | Warner      |
| 2010 | Scacco matto                                   | IT18 (10 Wo.)IT | — | Warner      |

Weitere Alben
- La storia continua… la tavola rotonda (2007)
- Uniti (2008, mit Francesco Baccini)
- Non basta un sorriso (2009)
- Il mondo è di tutti (2011)
- I “bambini” fanno rock (2012)
- Nuovo Contrordine Mondiale (2016)

### Singles (Auswahl)
| Jahr | Titel Album                                                           | Höchstplatzierung, Gesamtwochen, AuszeichnungChartplatzierungen (Jahr, Titel, Album, Platzierungen, Wochen, Auszeichnungen, Anmerkungen) | Höchstplatzierung, Gesamtwochen, AuszeichnungChartplatzierungen (Jahr, Titel, Album, Platzierungen, Wochen, Auszeichnungen, Anmerkungen) | Anmerkungen                                          |
| Jahr | Titel Album                                                           | IT | CH | Anmerkungen                                          |
| ---- | --------------------------------------------------------------------- | --- | --- | ---------------------------------------------------- |
| 2005 | I bambini fanno “ooh…” Evviva i pazzi… che hanno capito cos’è l’amore | IT1 (57 Wo.)IT | — |                                                      |
| 2006 | Vorrei avere il becco I bambini fanno “ooh…” La storia continua…      | — | — | Platz 7 (10 Wochen) der italienischen Downloadcharts |
| 2009 | Luca era gay Centravanti di mestiere                                  | IT3 (9 Wo.)IT | CH51 (2 Wo.)CH |                                                      |
| 2010 | La verità Scacco matto                                                | IT5 (6 Wo.)IT | — |                                                      |